# Lands of Lore: Guardians of Destiny
Lands of Lore II: Guardians of Destiny è un videogioco di ruolo del 1997 sviluppato da Westwood Studios e pubblicato da Virgin Interactive per MS-DOS e Microsoft Windows. Il gioco, strutturato in tempo reale e dotato di visuale in prima persona, è il secondo capitolo della serie Lands of Lore.

## Tecnologia
Lands of Lore II è dotato di un motore grafico "finto 3D", o 2.5D; nei video di intermezzo appaiono attori in carne e ossa sopra fondali in grafica computerizzata. Qualche mese più tardi dall'uscita, è stata distribuita una patch che aggiunge il supporto allo standard Direct3D, migliorando così la qualità grafica generale.